# Arthracanthida
Arthracanthida é um grupo de protozoos marinhos. São radiolarios que apresentam geralmente uma envoltura gelatinosa cheia de citoplasma e um esqueleto de até 20 espículas colocadas radialmente de celestina (sulfato de estrôncio). Ainda que encontram-se principalmente nas áreas superiores do oceano, são capazes de mover-se verticalmente usando microfilamentos unidos às espiculas para expandir e contrair a vaina. São abundantes na corrente do Golfo durante os meses do verão, mas pouco sabe-se sobre sua distribuição total.